# Okręg wyborczy Edinburgh West
Okręg wyborczy Edinburgh West powstał w 1885 r. i wysyła do brytyjskiej Izby Gmin jednego deputowanego. Okręg obejmuje zachodnią część Edynburga.

## Deputowani do brytyjskiej Izby Gmin z okręgu Edinburgh West
- 1885–1892: Thomas Ryburn Buchanan, Partia Liberalna, od 1886 r. Partia Liberalno-Unionistyczna, od 1888 r. ponownie Partia Liberalna
- 1892–1895: William Palmer, wicehrabia Wolmer, Partia Liberalno-Unionistyczna
- 1895–1909: Lewis McIver, Partia Liberalno-Unionistyczna
- 1909–1918: James Avon Clyde, Partia Liberalno-Unionistyczna
- 1918–1922: John Gordon Jameson, Partia Konserwatywna
- 1922–1924: Henry Vivian Phillipps, Partia Liberalna
- 1924–1929: Ian MacIntyre, Partia Konserwatywna
- 1929–1931: George Mathers, Partia Liberalna
- 1931–1935: Wilfrid Normand, Partia Konserwatywna
- 1935–1941: Thomas Cooper, Partia Konserwatywna
- 1941–1959: Ian Clark Hutchison, Partia Konserwatywna
- 1959–1974: Anthony Stodart, Partia Konserwatywna
- 1974–1997: James Douglas-Hamilton, Partia Konserwatywna
- 1997–2001: Donald Gorrie, Szkocka Partia Liberalnych Demokratów
- 2001–2010: John Andrew Barrett, Szkocka Partia Liberalnych Demokratów
- 2010–2015: Mike Crockart, Szkocka Partia Liberalnych Demokratów
- 2015–2017: Michelle Thomson, Szkocka Partia Narodowa
- od 2017: Christine Jardine, Szkocka Partia Liberalnych Demokratów